# 김정환 (펜싱 선수)
김정환(金正桓, 1983년 9월 2일~)은 대한민국의 펜싱 선수로 주 종목은 사브르이다. 2012년 하계 올림픽에서 구본길, 오은석, 원우영과 함께 단체전에 출전하여 금메달을 획득하였으며, 이는 대한민국 펜싱 역사상 처음으로 나온 단체전 금메달이다. 4년 후인 2016년 하계 올림픽에서는 개인전에 출전하여 동메달을 획득하였다. 2024년 하계 올림픽에서는 KBS의 해설위원을 담당하였다.

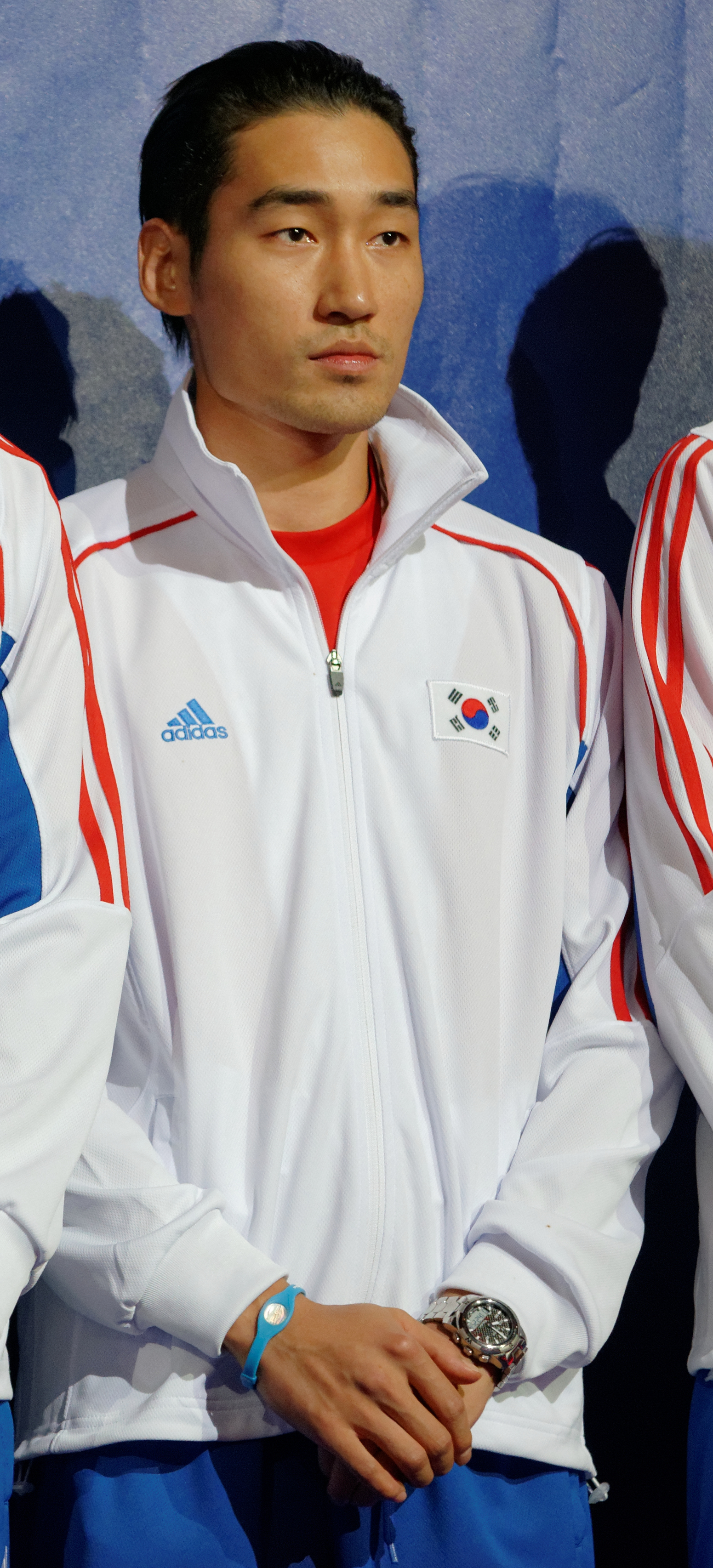
2013 세계 선수권 대회 당시의 김정환

## 수상

### 수훈
- 체육훈장 청룡장(2016년 10월 14일)

## 가족 관계
- 김광부(부), 김경우(모)
- 배우자: 변정은(1987년~)
  - 아들(2022년 4월 9일~)

## 학력
- 서울신동초등학교 졸업
- 신동중학교 졸업
- 홍익대학교 사범대학 부속고등학교 졸업
- 한국체육대학교 학사
- 국민대학교 석사
- 경기대학교 박사